# Rusaki (sielsowiet Kuropole)
Rusaki (biał. Русакі, Rusaki; ros. Русаки, Rusaki) – wieś na Białorusi, w obwodzie witebskim, w rejonie postawskim, nad rzeką Miadziołką. Wchodzi w skład sielsowietu Kuropole.

## Historia
Wieś była znana w 1744 roku jako miejscowość w parafii w Postawach.
Wieś magnacka położona była w końcu XVIII wieku w powiecie oszmiańskim województwa wileńskiego.
W 1870 roku wieś leżała w wołoście Postawy, w powiecie dziśnieńskim guberni wileńskiej Imperium Rosyjskiego. Znajdowała się w majątku Kuropole, należącym do hrabiego Tyzenhauza. 
Wieś została opisana w Słowniku geograficznym Królestwa Polskiego. Z opisu wynika, że w 1889 roku leżała w okręgu wiejskim Kuropole, w gminie Postawy. W 15 domach mieszkało tu 176 mieszkańców (w 1864 roku 74 dusz rewizyjnych).
W dwudziestoleciu międzywojennym wieś leżała w granicach II Rzeczypospolitej w gromadzie Cielaki, w gminie wiejskiej Postawy, w powiecie postawskim, w województwie wileńskim.
Według Powszechnego Spisu Ludności z 1921 roku zamieszkiwało tu 165 osób, 41 było wyznania rzymskokatolickiego, a 124 prawosławnego. Jednocześnie 67 mieszkańców zadeklarowało polską, a 98 białoruską przynależność narodową. Były tu 33 budynki mieszkalne. W 1931 w 47 domach zamieszkiwały 203 osoby.
Wierni należeli do parafii rzymskokatolickiej i prawosławnej w Postawach. Miejscowość podlegała pod Sąd Grodzki w Postawach i Okręgowy w Wilnie; właściwy urząd pocztowy mieścił się w Postawach.
W 1938 roku miejscowość należała do gromady Cielaki gminy Postawy.
Po agresji ZSRR na Polskę w 1939 roku wieś znalazła się w granicach BSRR. W latach 1941–1944 była pod okupacją niemiecką. Następnie leżała w BSRR. Od 1991 roku w Republice Białorusi.